# Batcze
Batcze (biał. Батчы; ros. Батчи) – agromiasteczko na Białorusi, w obwodzie brzeskim, w rejonie kobryńskim, w sielsowiecie Batcze.
W dwudziestoleciu międzywojennym wieś leżała w Polsce, w województwie poleskim, w powiecie kobryńskim.
Od nazwy miejscowości pochodzi nazwa przystanku kolejowego Batcze, ale położonego na terenie miejscowości Kantynowo.